# Madame Pasca

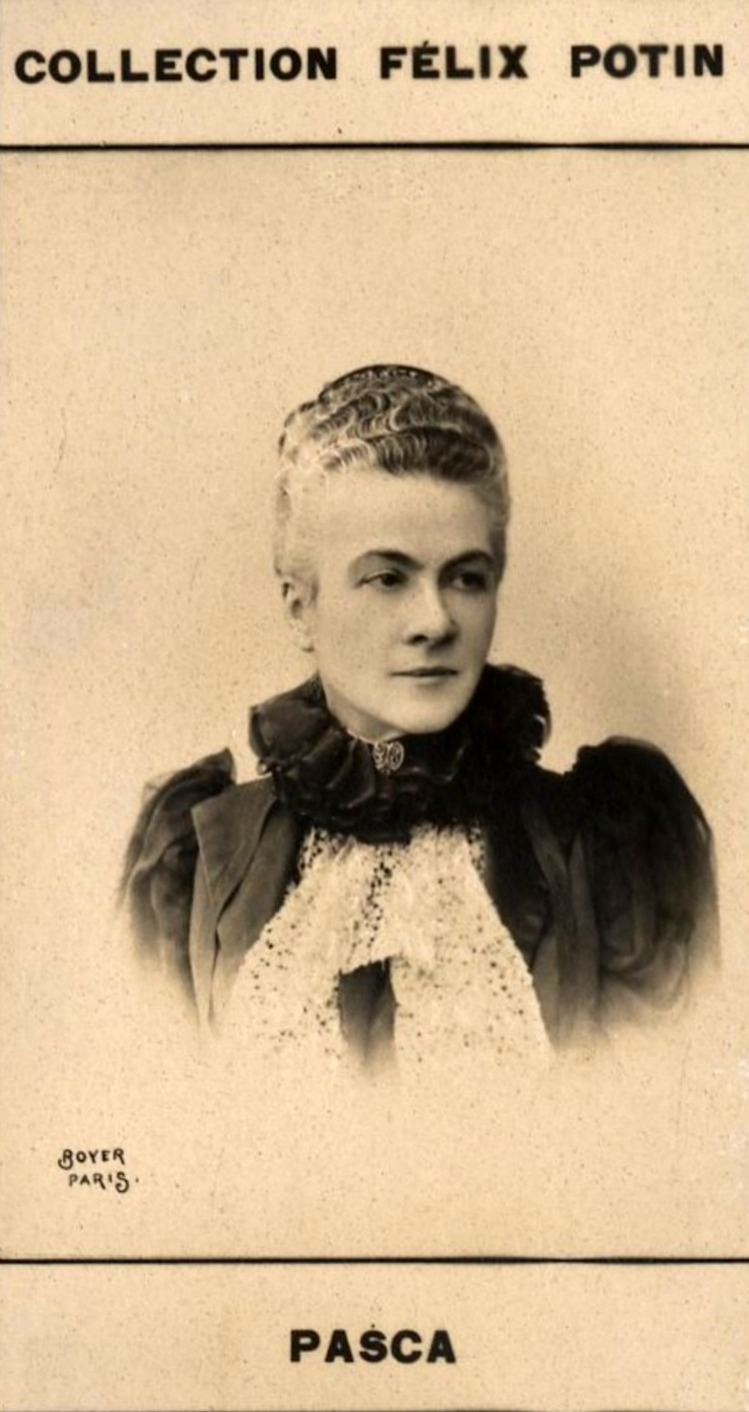

Alice Marie Angèle Pasquier, dite Madame Pasca (née Alix Séon à Lyon le 16 novembre 1833 et morte à Paris 9e le 25 mai 1914) est une comédienne dramatique française. 

## Biographie
Née Alix Séon, elle est la fille de Louis-Joseph Séon, négociant, et de Jeanne-Marie-Antoinette-Eugénie Morin.
Élève de François Delsarte, elle parut au Théâtre du Gymnase en janvier 1864, dans le rôle de la baronne d'Ange, pour la comédie Demi-monde d'Alexandre Dumas, puis en septembre 1865 dans le rôle de la comtesse Amélie dans Fabienne. Le succès vint en janvier 1866 avec le rôle d'Héloïse dans Héloïse Paranquet, comédie d'Armand Durantin. À partir de cette date les succès se suivirent sans interruption.
Alexandre Dumas fils lui confia un rôle important dans sa nouvelle comédie les Idées de Mme Aubray (16 mars 1867). Elle devint alors la coqueluche des femmes du monde.
En 1868, elle joue dans Fanny Lear, comédie dramatique de Meilhac et Halévy, où elle fit un triomphe dans le rôle de l'aventurière, puis vinrent La Séraphine (1868), de Victorien Sardou, et Fernande (1870), avant l’interruption de la guerre. Réfugiée à Bordeaux, elle apprit le piano avec Marmontel.
Après la guerre, elle partit pour la Russie, elle a joué au Théâtre Michel, à Saint-Pétersbourg et ne reparut boulevard Bonne-Nouvelle que le 30 décembre 1880, dans le rôle de Pauline dans Le Mariage d’Olympe.
De retour en France, elle a travaillé au Théâtre du Gymnase, au Théâtre de la Gaîté et au Théâtre de la Porte-Saint-Martin.
Sa dernière création date de 1893 au Théâtre du Vaudeville, dans la pièce de M. F. de Curel intitulée L'Invitée.
Guy de Maupassant lui consacre une chronique dans Le Gaulois du 19 décembre 1880.
Elle a une fille, Mme Carruette (Carruet-Pasca), qui fait don au musée du Luxembourg en 1915, du portrait de Mme Pasca par Léon Bonnat, désormais au musée d'Orsay.
Elle est décédée le 25 mai 1914 à Paris. Elle a été inhumée au cimetière Montmartre, dans un caveau de famille.
Elle est la veuve d’Alexis Pasquier, décédé le 27 janvier 1858, autorisée par décret présidentiel du 7 janvier 1874 à substituer au nom de Pasquier celui de Pasca.
Madame Pasca est le personnage principal de la pièce "Maupassant, Octave et moi", d'après Maupassant, écrite et mise en scène par la comédienne, auteure et metteure en scène Sylvie Blotnikas, créée en janvier 2023 au Théâtre Lucernaire à Paris. La pièce est adaptée du livre éponyme publié en novembre 2022 aux éditions L'Harmattan par Sylvie Blotnikas.